# Верхний Воч
 Верхний Воч — деревня в Усть-Куломском районе Республики Коми в составе сельского поселения Нижний Воч.

## География
Расположена на расстоянии примерно 65 км по прямой от районного центра села Усть-Кулом на юг-юго-восток.

## История
Известна с 1782 года как деревня Малая Вочевская с 7 дворами и 19 жителями. В 1859 году отмечалась Воча верхняя (Вылыс-воч) с 8 дворами, 56 жителями. В 1916 здесь было уже 66 дворов и 303 человека, в 1926 — 83 и, 395. В 1970 население составляло 509 человек, в 1979 — 385; в 1989 — 305.

## Население
Постоянное население составляло 282 человека (коми 98 %) в 2002 году, 206 в 2010.